# Merito amministrativo
Il concetto di merito amministrativo non è disciplinato da norme giuridiche; sostanzialmente esprime un'attività del tutto discrezionale, nel cui espletamento la pubblica amministrazione compie valutazioni ed apprezzamenti circa l'opportunità, l'utilità, la convenienza e la giustizia di una certa scelta.
Questi elementi esulano dal rapporto tra la scelta di emettere un atto e il contenuto della legge, quindi non sono oggetto del giudizio di legittimità dinanzi ai Tribunali amministrativi.

## Riferimenti normativi
Una parte della dottrina ha voluto ricostruire il concetto di merito partendo dal vizio di merito, cioè da quell'atto che sia inopportuno, ingiusto o comunque difforme da un criterio di buona amministrazione, ovvero di un'amministrazione improntata ai criteri di imparzialità e buon andamento così come sanciti dall'art. 97 della Costituzione.
La violazione di tale dovere generale configura il vizio di merito con riferimento ai contenuti delle valutazioni in concreto.
Tale tesi è criticata da altri Autori, che sostengono l'inesistenza di norme giuridiche sulla buona amministrazione, e dunque l'impossibilità di considerare giuridica un'attività non disciplinata dall'ordinamento, quale è l'attività di merito.
Si suole distinguere i vizi di merito dai vizi di legittimità, che ineriscono agli aspetti formali (e non sostanziali) di un provvedimento invalidabile: l'atto potrà risultare annullabile in entrambe le situazioni sopra descritte. Sarà il giudice amministrativo a valutare le scelte discrezionali, mentre l'operazione risulta almeno in teoria meno complessa nei vizi di legittimità: ad oggi, tra l'altro, il sindacato su questi ultimi risulta ampiamente modificato a seguito dell'inserimento dell'art.21 octies nella legge 241/1990, volto a "dequotare" i vizi formali nelle ipotesi in cui il contenuto dispositivo dell'atto non avrebbe potuto essere diverso da quello in concreto adottato, in ragione della natura vincolata del provvedimento, e purché tale carattere si manifesti in modo palese.